# Lutry
Lutry er en by i det vestlige Schweiz med 10.289(2018) indbyggere. Byen ligger i Kanton Vaud, på den nordlige bred af Genevesøen.